# Phidias Vestier
Pour les articles homonymes, voir Phidias et Vestier.
Phidias Vestier (1796-1874) est un architecte français.
Il est le fils de l'architecte Nicolas Jacques Antoine Vestier, le petit-fils du peintre d'Antoine Vestier et le frère d'Archimède Vestier.

## Biographie
Phidias Alexandre Vestier est né à Berny le 27 octobre 1796. Son grand-père est le peintre Antoine Vestier et son père l'architecte Nicolas Jacques Antoine Vestier.
Il est élève de l'école des beaux-arts de Paris entre 1816 et 1819 dans l'atelier de l'architecte François-Tranquille Gauché (mort en 1846).
La mort de son père en 1816, alors qu'il n'a que 20 ans, a failli arrêter sa carrière naissante en le privant, lui et son frère, de la clientèle de son père. Il entra comme collaborateur de Cavaignac, architecte du Ministère de l'Intérieur. À sa mort, il acheta sa clientèle. Ses travaux dans l'agence de Cavaignac lui ont permis de faire la rencontre avec le prince de Talleyrand qui était alors ministre des Affaires étrangères.
Après 1821, trop jeunes pour être architectes du ministère, grâce au soutien du prince de Talleyrand, ils vont entrer en contact avec le baron Louis, ministre des Finances, pour la construction des entrepôts de Bercy.
Sa carrière, entre 1828 et 1863, se déroule dans la région tourangelle sur au moins 52 chantiers. Il devient architecte inspecteur pour la commission des Monuments historiques grâce à son amitié avec Prosper Mérimée. 
À partir de 1840, il est architecte de la compagnie des chemins de fer d'Orléans à la fondation de la compagnie. Il est aussi un protégé de la duchesse de Talleyrand. pour laquelle il a fait des travaux au château de Valençay.
Il est membre de la société centrale des Architectes en 1844 alors que son frère en est membre depuis sa fondation.
En 1845, il construit l'embarcadère de chemin de fer de Tours. Il est chargé de la construction des gares d'Orléans à Tours et de Paris à Tours par Vendôme.
Il a été l'architecte du pont suspendu sur la Loire à Langeais, en 1846, et d'un autre sur le vieux Cher à Bréhémont où il a aussi été l'architecte pour la mairie, les écoles et l'église Sainte-Marie-Madeleine, en 1843.
Vers 1850, il est l’architecte du château du Piple et de son orangerie, à Boissy-Saint-Léger pour Hottinguer, construit dans un style inspiré de la galerie du Bord de l’eau du palais du Louvre.
Il a été inspecteur des Monuments historiques d'Indre-et-Loire en 1851. Il participera alors à la restauration de l'église Saint-Ours de Loches, l'église d'Azay-le-Rideau, celle de Preuilly-sur-Claise, etc.
Il a restauré de nombreux châteaux : Rochecotte, du Mortier, de Benais, de Montcontour, d'Azay-le-Rideau, de la Péraudière, de Raray dans l'Oise, de Availles dans les Pyrénées-Atlantiques, de Sucy-en-Brie ...
En 1851, il construit, dans un style néo-Louis XIII, le château de l'Étoile près de l'ancienne église abbatiale de l'Étoile à Authon. Il a restauré l'hôtel Budan, à Tours.
Il est l'architecte du château des Pins, à Épeigné-sur-Dême, en 1852
Entre 1854 et 1857, il est l'architecte du château neuf des Essarts dans le style gothique troubadour.
Vers 1857-1858, Marc-Antoine Calmon, qui a été préfet de Paris, lui demande de rénover son château de Château-Renault.
Il intervient au château des Réaux, à Chouzé-sur-Loire.
À Rome, il est intervenu à la demande du prince Borghèse, ami du prince de Talleyrand, pour modifier profondément le palais Aldobrandini.
À la mort de son frère, en 1859, il a abandonné sa résidence à Tours et est revenu s'établir à Paris. À partir de 1865, sa santé déclinante ne lui permettait plus de diriger ses chantiers. Il transféra son agence à son adjoint, Charles Nizet, en 1870.
Il meurt à Nice le 17 octobre 1874..

## Décorations
- Chevalier de la Légion d'honneur (1849)

## Publications
- Recueil des principales Gothicités architectoniques de la Grande-Bretagne, en 1820, comprenant 40 planches d'églises et de châteaux faites au début de la lithographie,
- Collection de 43 dessins des principaux tableaux au Musée royal de France, année 1819